# Lena Ingelstam
Lena Helena Ingelstam, född 14 september 1964, har lång erfarenhet från arbete i och med civila samhället i Sverige och internationellt.  
Lena Ingelstam är ett av fem barn till Lars och Margareta Ingelstam.
Hon har arbetat i Latinamerika och Sverige för  biståndsorganisationen Diakonia i Nicaragua, Guatemala. Från 1998 var hon Diakonias regionchef för Sydamerika med placering i Bolivia och därefter anställd på Sida, bland annat på svenska ambassaden i Tanzania, chef för enheten för samverkan med civila samhället och som chef för Avdelningen för partnerskap och innovation. Mellan november 2017 och maj 2020 var hon ansvarig för internationell verksamhet inom Rädda Barnen i Sverige.
Hon arbetade från juni 2020 - september 2022 som generalsekreterare för Diakonia. 
I april 2024 tillträder Lena tjänsten som Generalsekreterare för Forum - idéburna organisationer med social inriktning.